# قبة الوصل

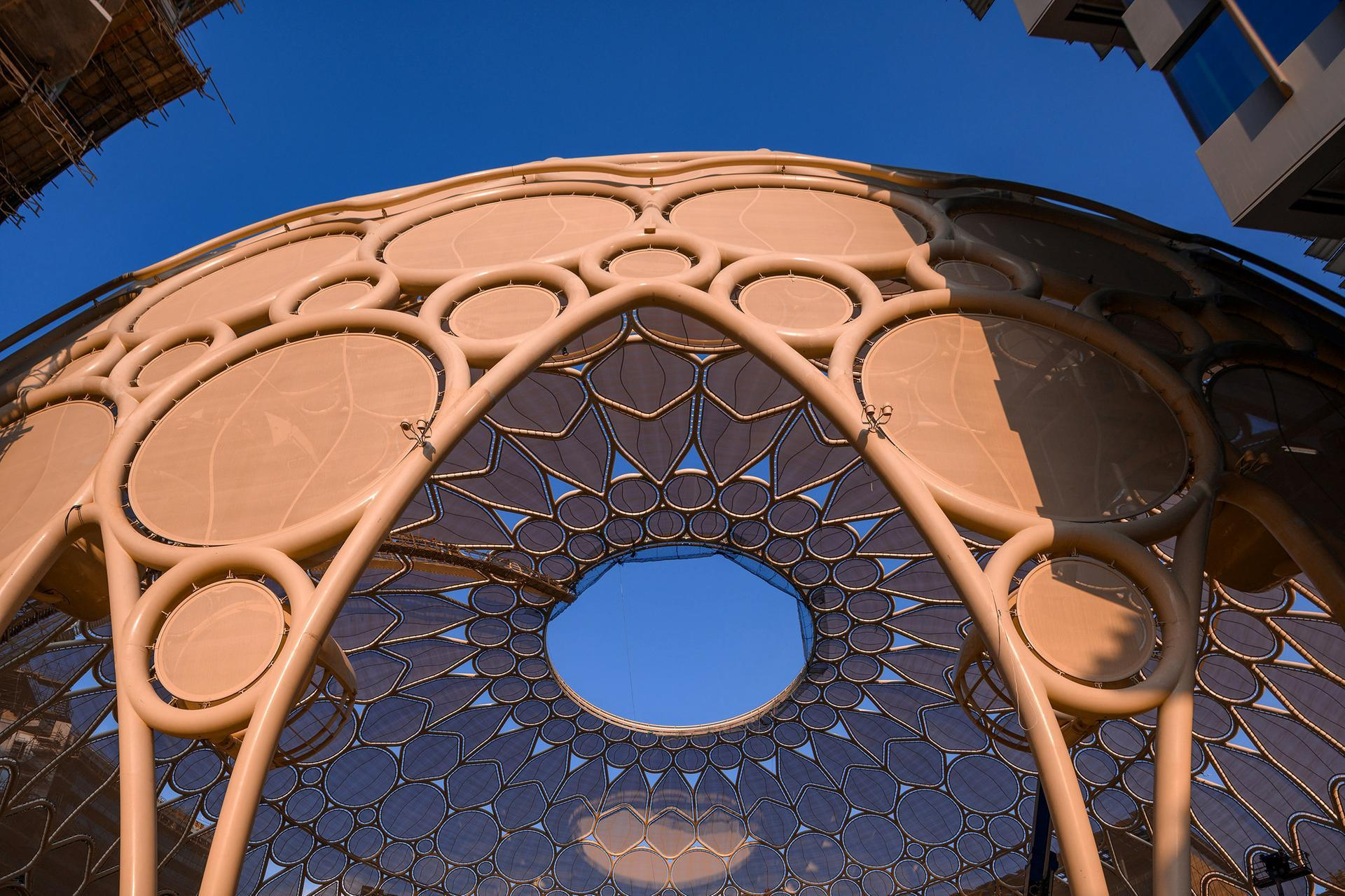
قبة الوصل

قبة الوصل، قبة دائرية ذات شاشة عملاقة مجهزة بجهاز عرض بالليزر، وهي أكبر شاشة عرض بنطاق 360 درجة في العالم، جهزت لتتيح مشاهدتها من الداخل والخارج. تقع القبة على طريق إكسبو في دبي الجنوب جنوب غرب مدينة دبي في الإمارات العربية المتحدة، وسميت نسبة إلى اسم المدينة القديم، وهي تغطي ساحة الوصل التي تتوسط قلب منطقة إكسبو 2020 حيث تقام فعاليات إكسبو 2020 دبي. يصل حجم القبة إلى 724 ألف م³، بينما يبلغ ارتفاعها 67.5 م، حيث تتجاوز ارتفاع برج بيزا في إيطاليا، وتغطي القبة ساحة الوصل بقُطر يبلغ 130 م، ويصل وزن المُكوّن الفولاذي في تاجها وحده إلى 550 طنًا.